# Đại học Nihon
Đại học Nihon (日本大学 (Nhật Bản Đại học) Nihon Daigaku), được viết tắt là Nichidai (日大 (Nhật Đại) Nichidai), được thành lập vào năm 1889, khi mới thành lập có tên gọi là Nihon Horitsu, là trường đại học được thành lập sớm nhất Nhật Bản và được công nhận là trường Đại học tư thục hàng đầu của Nhật. Trường được đổi tên thành trường Đại học vào năm 1903. Akiyoshi Yamada, Bộ trưởng Bộ Tư pháp Nhật Bản, thành lập trường Luật Nihon, nay là khoa Luật, vào tháng 10 năm 1889.

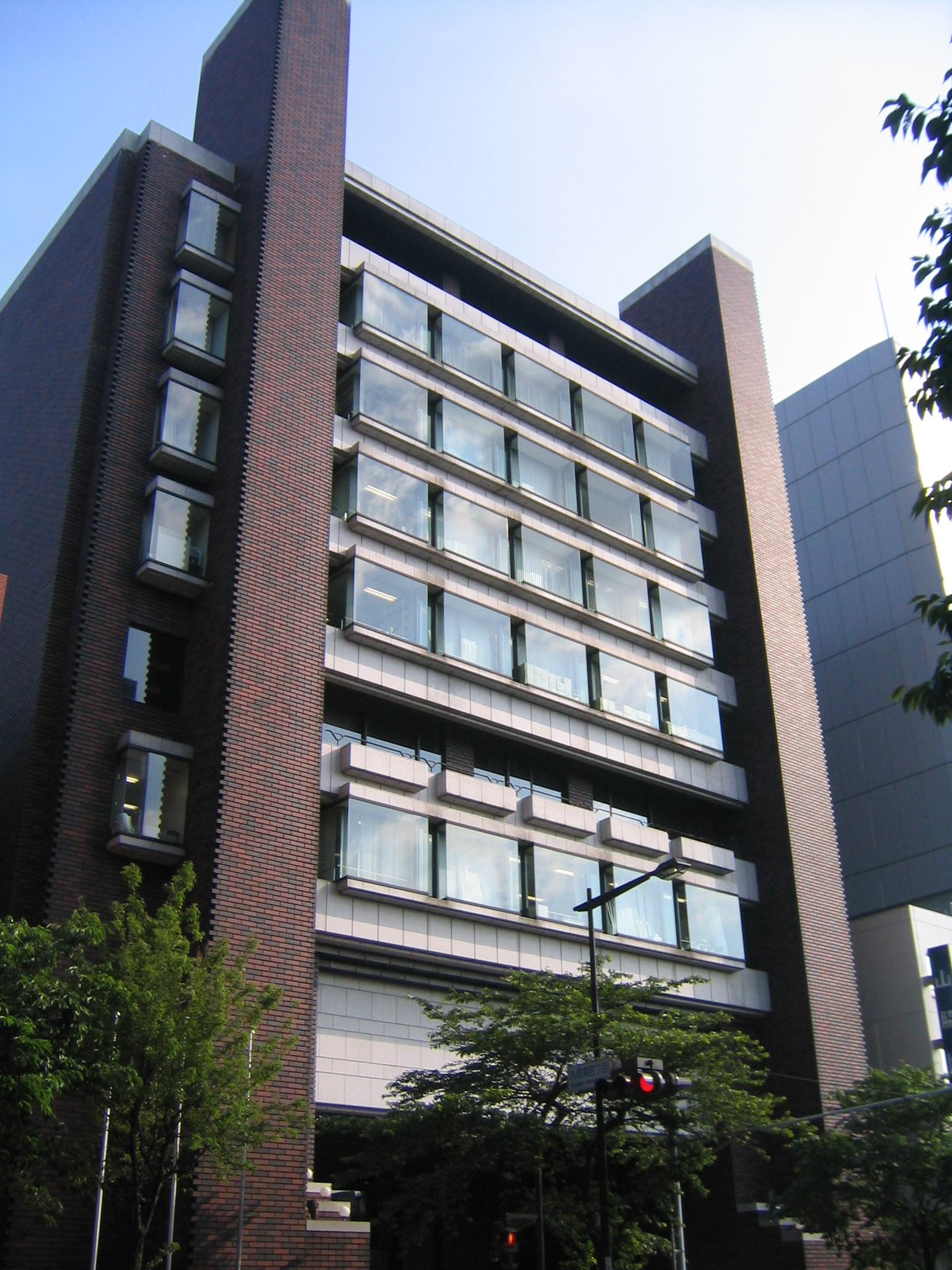
Văn phòng điều hành của đại học Nihon

Hầu hết khuôn viên của trường nằm ở vùng Kantō, đa phần là ở Tokyo và các tỉnh lân cận. Có hai khuôn viên ở cách xa Tokyo là ở tỉnh Shizuoka và tỉnh Fukushima.
Cho đến nay, đại học Nihon là trường đại học có số lượng học sinh, giảng viên, khoa, ngành nhiều nhất trong cả nước, số lượng sinh viên tốt nghiệp hàng năm của trường lên đến một triệu sinh viên. Trường được biết đến là trường đã sản sinh rất nhiều CEO cho các công ty ở Nhật Bản. Khoa Nghệ thuật của Đại học Nihon, nằm ngay sát bên ga tàu Ekoda thuộc quận Nerima, Tokyo, nổi tiếng là đã sản sinh nhiều họa sĩ cho các lĩnh vực nhiếp ảnh, phim, sân khấu và anime.

## Cơ sở ban ngành

### Các khoa đạo tạo đại học
- Luật
- Văn Học
- Kinh tế
- Thương mại
- Nghệ thuật
- Quan hệ quốc tế
- Khoa học kỹ thuật
- Sản xuất
- Công nghiệp
- Y khoa
- Dược
- Nha khoa
- Sinh vật học
- Công nghệ thông tin
- Các khoa đào tạo đại học ngắn hạn

### Các khoa đạo tạo sau đại học
- Khoa học tổng hợp
- Nghiên cứu pháp luật
- Khoa báo chí
- Nghiên cứu cơ chuẩn khoa học tổng hợp
- Kinh tế học
- Thương mại
- Nghệ thuật
- Y khoa
- Dược
- Sinh vật học
- Khoa học kỹ thuật
- Quan hệ quốc tế
- Nghiệp vụ thương mại

### Các viện nghiên cứu
- Viện khoa học tổng hợp
- Viện khoa học năng lượng
- Viện nghiên cứu chế độ giáo dục
- Viện nghiên cứu văn hóa tinh thần
- Viện nghiên cứu dân số
- Viện nghiên cứu pháp luật

## Cựu sinh viên nổi bật
Abe Shuji, Chủ tịch hội đồng và CEO của tập đoàn Yoshinoya
Blanco Maximo, đô vật; vận động viên thể dục dụng cụ 
Buruma Ian, nhà văn
Domon Ken, nhiếp ảnh gia
Furumaya Tomoyuki, đạo diễn phim
Gomi Akira, nhiếp ảnh gia
Hamada Koichi, chính trị gia
Ichimura Tetsuya, nhiếp ảnh gia
Iizawa Kōtarō, nhà phê bình nhiếp ảnh
Katabuchi Sunao, đạo diễn, biên kịch phim hoạt hình, diễn viên lồng tiếng
Keiji Kotomitsuki, vận động viên Sumo
Keishi Hamanoshima, vận động viên Sumo
Koga Makoto, chính trị gia
Konno Jun, vận động viên Judo
Koizumi Junya, chính trị gia
Komiyama Motoko, chính trị gia
Kōsaku Satoyama, vận động viên Sumo
Kuroda Yuu, chính trị gia
Han Megumi, diễn viên lồng tiếng và ca sĩ
Matsumoto Miyako, diễn viên và đô vật chuyên nghiệp
Matsuura Masato, CEO của tập đoàn Avex
Meguro Shoji, nhà sản xuất nhạc cho trò chơi điện tử
Mima Hiroko, Hoa hậu Nhật Bản và đứng thứ 15 Hoa hậu Thế giới.
Mori Akio, nhà nghiên cứu sinh học và nhà văn
Nakamura Sido, diễn viên
Naoya Higonoumi, vận động viên Sumo
Nishizaki Yoshinobu, đạo diễn phim hoạt hình
Nicol C. W., nhà môi trường học
Ōishi Yoshino, nhà báo nhiếp ảnh
Ono Daisuke, diễn viên lồng tiếng
Ozawa Ichiro, chính trị gia, hiện nay là thủ lĩnh Đảng Đời sống Nhân dân Trên hết (国民の生活が第一 Kokumin no Seikatsu ga Daiichi).
Sasano Takashi, diễn viên
Sato Tsutomu, chính trị gia
Shinoyama Kishin, nhiếp ảnh gia
Shōta Endō, vận động viên Sumo
Shūhei Mainoumi, vận động viên Sumo
Sonoda Yasuhiro, chính trị gia
Suga Hiroshi, nhiếp ảnh gia
Takanashi Yutaka, nhiếp ảnh gia
Takayuki Jōkōryū, vận động viên Sumo
Takimoto Makoto, vận động viên Judo
Tokuda Kyuichi, luật sư, chính trị gia, nhà lãnh đạo Đảng Cộng Sản Nhật Bản (1945-1950)
Tomino Yoshiyuki, nhà làm phim hoạt hình
Uchiyama Hitoshi, CEO của thời báo Yomiuri Shimbun
Watanabe Hiroshi, nhiếp ảnh gia
Yamazaki Hiroshi, nhiếp ảnh gia
Yonezuka Yoshisada, giảng viên Judo 9 đẳng
Yoshikazu Tanaka, CEO và nhà sáng lập của tập đoàn GREE Inc.
Yoshimoto Banana, nhà văn, một trong những gương mặt nổi bật nhất của văn đàn Nhật Bản hiện đại.
Yaguchi Yutaka, sư phụ Shotokan Karate 9 đẳng